# Papilys
Papilys ist ein „Städtchen“ (litauisch miestelis) mit 236 Einwohnern (2011) in der Rajongemeinde Biržai Papilys liegt zwischen Biržai und Pandėlys, an der Fernstraße KK123 (Biržai–Pandėlys–Rokiškis), 5 km von Skrebiškiai,  11 km von Kvetkai, 7 km von Kučgalys, 6 km von Satkūnai, 18 km von Parovėja und  11 km von Būginiai. Der Ort ist das Zentrum des Amtsbezirks Papilis mit einer Hauptschule, einer Bibliothek und einem Postamt (LT-41012). Durch Papilys fließt die Rovėja. In der sowjetischen Zeit war Papilys eine Kolchos-Zentralsiedlung.
Die katholische Kirche der Jungfrau Maria in Papilis wurde von 1927 bis 1936 erbaut, die evangelisch-reformierte Kirche 1785.

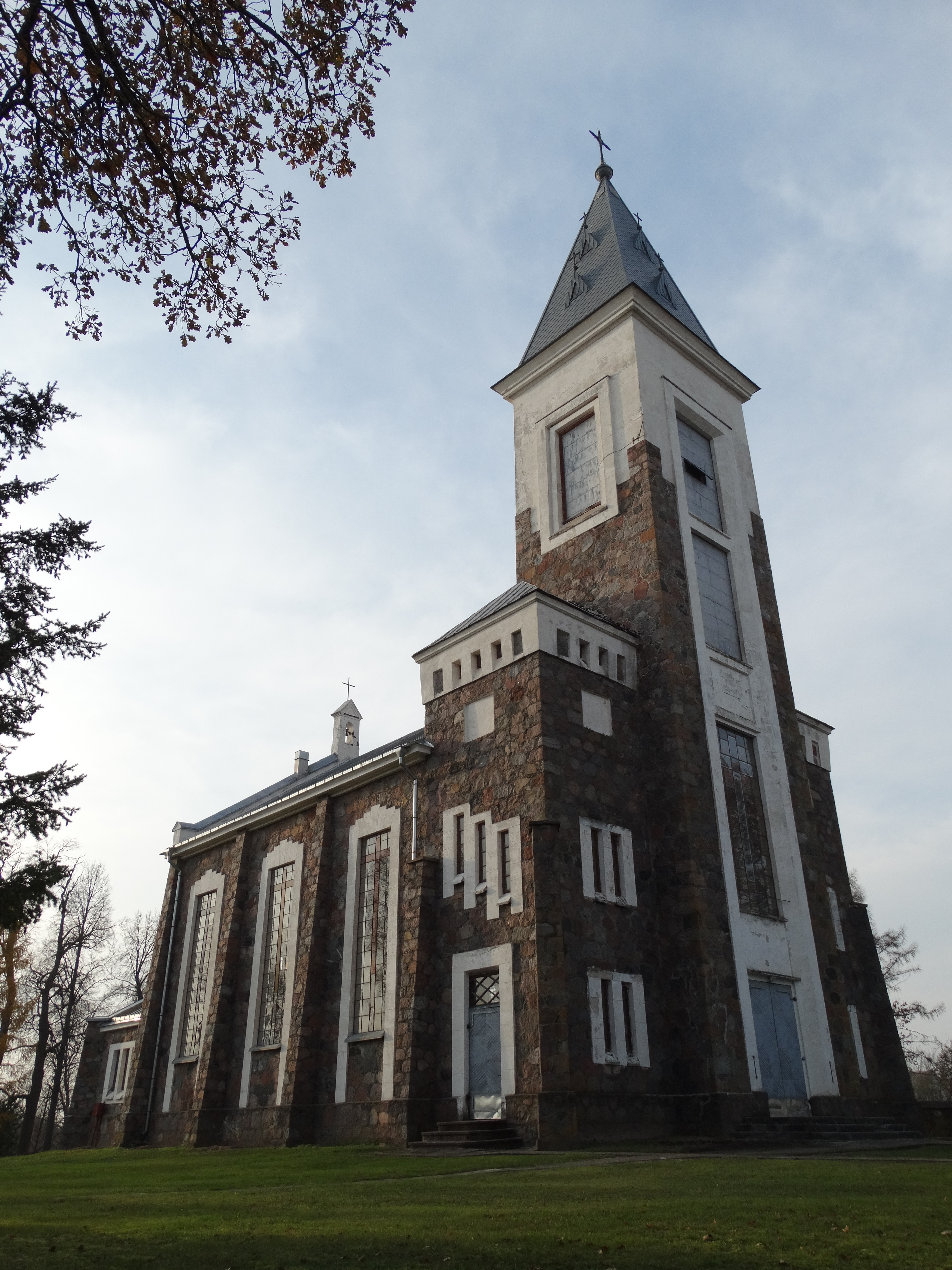
Katholische Kirche
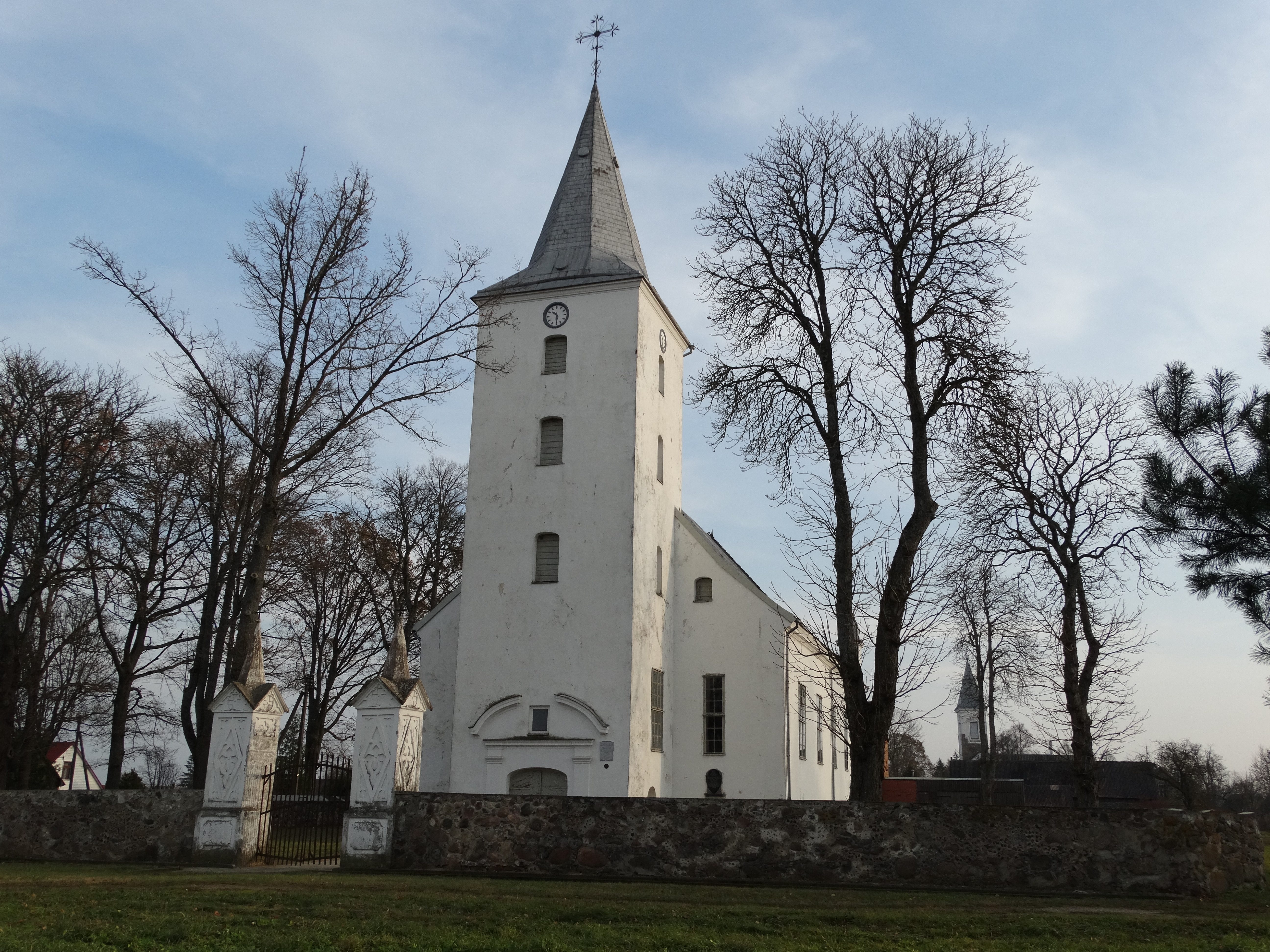
Evangelisch-reformierte Kirche

## Personen
- Janusz Radziwiłł (1612–1655),  Aristokrat, Magnat, Beamter
- Kazys Binkis (1893–1942), Autor
- Kazys Jakubėnas (1908–1950), Dichter